# MarcoPolo-R
El MarcoPolo-R és una proposta de missió de l'Agència Espacial Europea (ESA) que el seu objectiu és portar de tornada una mostra de sòl d'un asteroide proper a la Terra que periòdicament creui l'òrbita. MarcoPolo-R és una de les quatre missions científiques de classe mitjana proposades en el marc del programa Cosmic Vision pel llançament programat en el 2022. L'objectiu escollit és un asteroide proper a la Terra amb albedo primitiu, que podria ser (175706) 1996 FG₃. La sonda portarà unes 3 tones d'instruments científics, un sistema de presa de mostres i opcionalment un mòdul de descens amb instruments petits, incloent alguns que treballarien in situ. El curs de la missió inclou una fase de trànsit de diversos anys per utilitzar l'assistència gravitacional de la Terra i de Venus, per romandre en el lloc durant diversos mesos per determinar la zona d'aterratge, aterrar i estudiar les mostres del sòl de l'asteroide i finalment una fase de retorn de la càpsula en la qual l'arribada a la Terra seria d'uns 8 anys després del llançament.

## Objectius
Els asteroides són testimonis de la formació inicial del sistema solar a partir del núvol de gas original. A diferència dels planetes, els asteroides no han patit cap procés d'escalfament intern i generalment es considera que la seva composició reflecteix la del material al disc planetari i els elements que van ajudar a donar-li forma.
MarcoPolo-R té com a principal objectiu transportar de tornada mostres de sòl d'un asteroide. Els objectius científics serien els següents:
- Determinar els processos que intervenen en l'origen de la formació del sistema solar que va acompanyar a la formació dels planetes;
- Identificar les característiques físiques dels materials utilitzats per a la formació dels planetes i de l'evolució de les propietats;
- Determinar la naturalesa i l'origen de la matèria orgànica present en els asteroides més primitius. Determinar en quina mesura han contribuït a la formació de molècules necessàries per a l'aparició de la vida.

## Selecció de l'asteroide
L'objectiu escollit és un asteroide proper a la Terra, és a dir, un que creua periòdicament l'òrbita de la Terra. Aquesta missió a un asteroide requereix un llançador és menys potent i menys costós. El tipus d'asteroide sota albedo pot ser de tipus B, C, D, P o T, que inclou els asteroides més primitius. L'asteroide objectiu, (175706) 1996 FG₃, és un asteroide binari. Aquesta subcategoria, el que representa un 15% d'asteroides propers a la Terra, té l'avantatge de proporcionar informació sobre l'evolució dels cossos celestes. El 1996 FG3 és un asteroide d'aproximadament 1,4 km de diàmetre de tipus C.

## Desenvolupament de la missió
L'escenari proposat per a la missió del MarcoPolo-R consisteix a llançar-lo a una òrbita de transferència geoestacionària des de Kourou usant un llançador Soiuz. El mòdul de propulsió de la sonda es fa càrrec de la inserció en una trajectòria interplanetària. Després d'uns anys amb l'ús del recurs de l'assistència gravitacional de Venus i de la Terra, la sonda arribaria a la proximitat de l'asteroide expulsant el mòdul de propulsió. L'aproximació es realitza en diversos passos per realitzar una cartografia, experiments científics, i identificar punts d'aterratge. Després de l'aterratge es realitza la presa de mostres. Un cop fet això, eventualment es realitzaran altres observacions científiques per finalment iniciar el viatge de tornada. Romandrà prop de l'asteroide durant 4 a 16 mesos (9 mesos des del primer encontre). El viatge de tornada pot incloure una assistència gravitatòria de Venus. La càpsula atmosfèrica efectuarà una reentrada atmosfèrica després de 8 anys des del llançament i aterrarà sense paracaigudes, ja que els americans han usat repetidament aquest mètode.

## Característiques de la nau espacial
La sonda espacial, d'una massa d'aproximadament 3 tones, inclou la sonda científica i un mòdul de propulsió de dos etapes: la primera etapa seria capaç de proporcionar un delta-v de 2,8 km/s que s'utilitza per col·locar la sonda en la seva trajectòria interplanetària i fer correccions a l'exterior: la segona etapa proporcionarà un delta-v de 0,5 km/s a càrrec de les maniobres properes a l'asteroide i la propulsió durant la fase de retorn.
La sonda científica seria alimentada per panells solars d'una superfície de 10 m². La plataforma és estabilitzada en 3 eixos i la seva orientació es determina i es controla d'una manera convencional per un conjunt de rodes de reacció, un central d'inèrcia, dels sensors solars i estel·lars. La sonda incorpora un petit nombre d'instruments científics de tots els instruments derivats sobre altres naus espacials tant per reduir costos i riscos com es demana en les missions de tipus d'especificació M:
- un conjunt de càmeres amb gran angular, teleobjectiu i macro;
- dos espectròmetres proper i infraroig mitjà;
- un analitzador de partícules neutral;

La càrrega útil també podria incloure un petit mòdul d'aterratge amb una massa de 10 kg amb un espectròmetre de massa làser, un microscopi infraroig visible, una càmera, un radar, una sonda tèrmica i un sismòmetre.
Està programat que la sonda aterri a l'asteroide suaument. S'ha proposat diferents mètodes per recollir mostres de sòl amb una massa total que s'inclouria entre 0,35 kg i 2,1 kg depenent de la densitat del material recollit. La solució recomanada és encendre una petita càrrega explosiva i recollir el material en suspensió mitjançant un aspirador. La càpsula contindria la mostra de tornada a la Terra com a desenvolupament de la NASA per a la futura missió de retorn de mostres de Mart. Té un diàmetre d'aproximadament 90 cm i un pes de 33 kg, està desproveït de paracaigudes però inclou un radiofar utilitzat per facilitar la seva localització en el seu retorn a la Terra.

## Historial del projecte
El MarcoPolo-R, conegut en el moment MarcoPolo, és una de les missions reajustades en el 2010 durant la primera selecció de les missions de mida mitjana (M-Class) proposada en el mar del programa científic de l'Agència espacial europea Cosmic Vision. És un candidat per a la tercera missió en aquesta categoria (M3) amb llançament previst pel 2022. Els estudis detallats de la indústria s'han començat en el 2012. L'elecció de la missió escollida per M3 s'ha de dur a terme al juny de 2013.